# Thành Edo
Thành Edo (江戸城Edo jō (Giang Hộ thành)), tên khác là thành Chiyoda (千代田城Chiyoda jō (Thiên Đại Điền thành)) xây dựng năm 1457 bởi Ota Dōkan; là một thành trì nằm trên địa đài thị trấn Kōji (麹町; Kōji-machi) thuộc quận Chiyoda ở Tokyo (Nhật Bản), thời đó được gọi là làng Kōji, Edo, quận Toshima, tỉnh Musashi. Dưới thời Edo, Giang Hộ thành được gọi là Ngự Thành (御城). Tokugawa Ieyasu thiết lập Mạc phủ Tokugawa ở đây. Đó là nơi cư trú của các Chinh di Đại tướng quân và là trị sở chính của Mạc phủ, có chức năng là thủ đô quân sự trong thời kỳ Edo của lịch sử Nhật Bản. Trong giai đoạn này, chỉ riêng thành Giang Hộ đã có từ 5 nghìn đến 6 nghìn người sinh sống và làm việc, trong đó có 1 nghìn Áo Nữ Trung (tức các nữ quan, chính thất, trắc thất, kế thất, phi tần và thị tỳ, nô bộc phục vụ gia tộc tướng quân), 4 nghìn đến 5 nghìn người còn lại là các chức sắc võ quan, võ sĩ, lính tráng và những người làm công tác hậu cần khác.
Sau sự kiện đầu hàng của Mạc Phủ và cuộc Minh Trị Duy Tân, thành này đã bị phá bỏ để xây Hoàng cung Tokyo.

## Lịch sử

### Sơ khai
Nguồn gốc của thành Giang Hộ là Bình Sơn thành (平山城; Hirayama-jō) - khu cư sở nhỏ thuộc tỉnh Musashi, được xây dựng lần đầu tiên bởi Edo Shigenaga - người đứng đầu gia tộc Edo (江戸家; Edo-ka; Giang Hộ gia), một nhánh nhỏ của gia tộc Taira ở kinh đô Kyoto. Không rõ khu cư sở này được xây dựng năm nào, có lẽ vào khoảng cuối thời Heian (794-1185) hoặc đầu thời Kamakura (1185-1333). Đây là nền móng cho tên gọi của thành Giang Hộ sau này.
Tới thế kỷ 15, nhiều cuộc nổi loạn bùng phát ở vùng Kanto khiến gia tộc Edo rời đi, từ đó nơi này bị bỏ hoang.

### Thời kỳ Kamakura
Dưới thời Nhật Bản được cai trị bởi Mạc phủ Kamakura, năm 1457, thành Giang Hộ bắt đầu được xây dựng theo yêu cầu của Uesugi Sadamasa bởi Ōta Dōkan - một thuộc hạ của nhánh Ōgigayatsu thuộc gia tộc Uesugi. Thời gian này, thành có quy mô nhỏ, xây dựa trên cư sở cũ của nhà Edo, gồm 3 lớp khúc luân, được bảo vệ bởi những tháp canh yagura (矢倉). Thành Giang Hộ đang dang dở thì năm 1486, trong cuộc xung đột quyền lực của nội bộ nhà Uesugi, Ōta Dōkan bị khép tội phản nghịch và ông bị giết vào ngày 25 tháng 08 ngay tại tư gia của Uesugi Sadamasa ở Sagami (nay là tỉnh Kanagawa). Là quản đốc duy nhất trong việc xây dựng thành, sự kiện Ōta Dōkan bị ám sát khiến quá trình xây dựng thành Giang Hộ bị đình trệ và thành bị bỏ hoang một thời gian.
Thành Giang Hộ sau đó là nơi đóng quân của Uesugi Tomooki. Năm 1524, trong trận Takanawahara (còn gọi là cuộc vây hãm Edo), do bị thuộc hạ phản bội, Tomooki tử trận, gia tộc Hōjō chiếm đóng thành, đặt dấu chấm hết cho cuộc chiến kéo dài 17 năm tranh giành lãnh địa Kanto của nhà Hōjō và nhà Uesugi.
Năm 1590, Toyotomi Hideyoshi đưa quân vây hãm thành Odawara. Odawara thất thủ, hai anh em thủ lĩnh nhà Hōjō tự sát. Sau thắng lợi này, Hideyoshi phân cho thuộc hạ cấp cao thân cận nhất của mình là Tokugawa Ieyasu phần lãnh địa gồm 8 tỉnh do nhà Hōjō cai quản ở Kanto, đổi lấy 5 tỉnh của Ieyasu, Ieyasu đồng ý. Sau khi nhận lãnh địa mới, Tokugawa Ieyasu đóng quân tại Giang Hộ và bắt tay vào xây dựng thành trì tại đây. Trước khi Ieyasu tới tiếp quản, mặc dù với vai trò đô thị trung tâm của Musashi, Edo khi đó vẫn chỉ là một làng chài nhỏ nghèo nàn ở Kanto,còn thành Giang Hộ sơ khai bị cây cối bao phủ như rừng rậm và cỏ lau trải dài vô tận.
Sau khi Toyotomi Hideyoshi chết, con trai của ông nối ngôi khi mới 5 tuổi trong khi nhiều thuộc hạ lại ủng hộ Ieyasu. Kết quả của trận Sekigahara đã chính thức ghi danh Ieyasu trở thành người cai trị thực sự của Nhật Bản đương thời. Tokugawa Ieyasu nhận danh phong Chinh Di Đại Tướng quân năm 1603, chính thức thiết lập chế độ Mạc phủ Tokugawa.

### Thời kỳ Tokugawa
Dưới sự cai trị của Ieyasu, ông yêu cầu các lãnh chúa từ nhiều phiên tham gia xây dựng cải tạo thành Giang Hộ trở nên bề thế hơn. Tương truyền, Giang Hộ thành được Ieyasu tin tưởng giao phó cho đại danh Tōdō Takatora, mệnh danh là bậc thầy về thành quách thời đó, ông là người thiết kế xây dựng 20 lâu đài nổi tiếng trên khắp Nhật Bản.
Bản thiết kế thành Giang Hộ dưới thời Tokugawa Ieyasu là rất lớn và phức tạp, do vậy nó không thể hoàn thành toàn bộ dưới thời ông trị vì. 30 năm sau ngày khởi công, thành Giang Hộ mới hoàn thành, trải qua 3 đời tướng quân là Tokugawa Ieyasu, Hidetada và Iemitsu. Việc xây dựng và nâng cấp thành Giang Hộ quy tụ khoảng 300 nghìn người đến từ hàng trăm gia tộc lớn nhỏ khắp Nhật Bản tham gia. Lúc này, Giang Hộ thành đã trở thành lâu đài có quy mô lớn nhất Nhật Bản, nơi thiết lập trị sở của chính quyền Mạc phủ Tokugawa. Thời kỳ này, thành Giang Hộ được gọi là Ngự Thành (御城; Ojō).

### Thời kỳ Minh Trị
Sau hơn 265 năm cai trị, Mạc phủ Tokugawa dần lâm vào suy thoái. Quản lý đất nước yếu kém cùng nhiều điều khoản nhân nhượng cho người ngoại quốc mà Mạc phủ ký kết đã dấy lên trong lòng dân chúng nỗi phẫn uất từ lâu. Năm 1868, Minh Trị Thiên hoàng chủ trương lấy lại hoàng quyền. Cuộc Minh Trị Duy Tân thành công, tất cả chức sắc phụng sự Mạc phủ bị yêu cầu rời khỏi thành, thành Giang Hộ về tay triều đình không mất giọt máu nào. Sau khi dời đô khỏi Kyoto, Edo trở thành kinh đô mới với tên gọi Tokyo. Sau đó, thành bị phá bỏ để xây dựng hoàng cung mới của hoàng gia Nhật Bản, gọi là Đông Kinh Thành (東京城; Tōkei-jō). Năm 1869, Thiên hoàng Minh Trị đổi tên Đông Kinh Thành thành Hoàng Thành (皇城; Ōjō). Đến năm 1888, Hoàng Thành đổi tên sang Cung Thành (宮城; Kyūjō/Miyagi).

### Từ sau chiến tranh thế giới II đến nay
Sau khi Đế quốc Nhật Bản thua trận trong chiến tranh thế giới thứ hai, hoàng quyền của Thiên hoàng không còn tối cao nữa, phần lớn Cung Thành trở thành công viên mở cửa cho công chúng, khu vực dành cho hoàng gia Nhật Bản thu hẹp lại so với trước và được gọi là Hoàng Cư (皇居; Kōkyo) kể từ năm 1948 cho tới ngày nay.

## Cấu trúc
Thành Giang Hộ được xây dựng chia làm nhiều khu vực có chức năng nhiệm vụ khác nhau, gồm 3 loại hình chính: phòng thủ, cư sở và trị sở.
Dưới thời Tokugawa, thành Giang Hộ xây dựng theo kiến trúc phòng thủ đặc trưng của Nhật Bản, gồm nhiều lớp tường thành bao bọc gọi là khúc luân (曲輪; kuruwa) xếp tầng như ruộng bậc thang, có hào sâu và lính canh. Cấu trúc thành Giang Hộ chia thành 4 khu vực là Bản Thành, Tây Chi Hoàn, Hồng Diệp Sơn và Xuy Thượng Ngự Uyển. Bản Thành là cung điện chính, chia thành 3 khu Bản Hoàn, Nhị Chi Hoàn và Tam Chi Hoàn.

### Bản Thành
Bản Thành (本城; Honjō) được chia như sau:
- Bản Hoàn (本丸; Honmaru): là khu cung điện trung tâm lớn nhất trong thành Giang Hộ, nơi đặt toàn bộ cơ quan đầu não của Mạc phủ Tokugawa và cũng là cư sở của gia đình tướng quân (ở đây chỉ bao gồm tướng mẫu - mẹ ruột của đương kim tướng quân, nhũ mẫu - mẹ nuôi của đương kim tướng quân, Đại Ngự Đài Sở - chính thất của tiên tướng quân, Ngự Đài Sở - chính thất của đương kim tướng quân, các trắc thất, phi tần và các con nhỏ của đương kim tướng quân. Những người khác trong gia đình tướng quân không có cư sở tại đây). Bản Hoàn chia làm hai khu vực là Biểu Ngự Điện (表御殿; Omote Goten) và Áo Ngự Điện (奥御殿; Oku Goten). Trong đó Biểu Ngự Điện là trị sở - nơi đặt sảnh chính để tổ chức các nghi lễ lớn quan trọng, Áo Ngự Điện là cư sở. Áo Ngự Điện lại chia thành hai khu vực nhỏ hơn là Trung Áo (中奥; Nakaoku) và Đại Áo (大奥; Ōoku). Đại Áo là nơi sống của gia đình tướng quân, gồm các cung điện do tướng quân phân chia cho chính thất và các phi tần. Trung Áo là khu cung điện nối Biểu Ngự Điện với Đại Áo, chỉ có số ít các Áo Nữ Trung trong Đại Áo được phép đi lại ở khu vực này. Thiên Thủ (天守; Tenshu) nằm ở phía đông khu vực Bản Hoàn, là một ngọn tháp phòng thủ cao 51 mét, gồm 5 tầng với các ô cửa sổ rất nhỏ, chỉ đủ để mũi tên từ cung bắn ra ngoài. Tháp Thiên Thủ của thành Giang Hộ là tháp phòng thủ lâu đài cao nhất Nhật Bản kể từ khi nó hoàn thành cho tới khi bị hỏa hoạn phá hủy, và sau đó không có tháp Thiên Thủ nào cao hơn nó được xây dựng nữa.
- Nhị Chi Hoàn (二の丸; Ni-no-Maru): là lớp thành bao bọc Bản Hoàn, là nơi đặt dinh thự của các võ quan cao cấp phục vụ Mạc phủ.
- Tam Chi Hoàn (三の丸; San-no-Maru) là lớp thành bao bọc Nhị Chi Hoàn, là nơi đặt dinh thự của các võ quan chư hầu của gia tộc tướng quân.

Ngày nay, toàn bộ Bản Thành đều không còn tồn tại. Riêng Thiên Thủ  chỉ còn lại phần móng, gọi là Thiên Thủ Đài (天守台; Tenshudai).

### Tây Chi Hoàn
Tây Chi Hoàn (西の丸; Nishi-no-Maru) nằm ở phía tây nam của Bản Thành, là một khu cung điện đặt cư sở của thế tử kế vị tướng quân và cũng là cư sở của tiên tướng quân sau khi thoái vị.
Ngày nay, Tây Chi Hoàn là Hoàng Cư của hoàng thất Nhật Bản.

### Hồng Diệp Sơn
Hồng Diệp Sơn (紅葉山; Momiji Yama): là một ngọn đồi nhỏ nằm giữa Bản Thành và Tây Chi Hoàn. Dưới thời Edo, nơi đây trồng bạt ngàn cây phong lá đỏ và đó cũng là nguồn gốc của tên gọi này. Hồng Diệp Sơn là nơi đặt lăng mộ của nhiều đời tướng quân nhà Tokugawa. Lăng của tướng quân Tokugawa Ieyasu - người khai sinh ra Mạc phủ Tokugawa được trùng tu trở thành một ngôi đền với tên gọi Đông Hi Cung (東照宮; Tōshōgu). Hằng năm, tướng quân đương kim phải tới đây làm lễ vào ngày 17 tháng 04 với nghi lễ long trọng. Kể từ đời tướng quân  Tokugawa Iemitsu, các nhạc công được Mạc phủ triệu từ kinh đô Kyoto tới để thực hiện nghi lễ này, gọi là Hồng Diệp Sơn Lạc Nhân (紅葉山楽人; Momijiyama Rakujin).
Hồng Diệp Sơn còn là nơi đặt cơ quan phòng cháy chữa cháy của thành Giang Hộ với tên gọi Hồng Diệp Sơn Hỏa Chi Phiên (紅葉山火之番; Momijiyama Hi no Ban).

#### Văn Khố
Năm 1602, Tokugawa Ieyasu thành lập một thư viện bên trong cung điện của thành Giang Hộ gọi là Phú Sĩ Kiến Đình Văn Khố (富士見亭文庫; Fujimitei Bunko). Thư viện là một kho tàng lưu trữ rất nhiều tác phẩm văn học Nhật Bản kinh điển do chính Ieyasu thu thập. Tới đời tướng quân thứ 3 là Iemitsu, năm 1639, thư viện này được di dời ra Hồng Diệp Sơn và đổi tên thành Phong Sơn Văn Khố (楓山文庫; Fuzan Bunko) hay Hồng Diệp Sơn Bí Các (紅葉山秘閣; Momiji-yama Hikaku). Thời gian này, ngoài các cuốn sách của Ieyasu, nhiều đầu sách văn học Trung Hoa cũng được thu thập về đây.
Dưới thời Bunka Bunsei (Văn Hóa Văn Chính), Kondō Jūzo (近藤重蔵; 1771-1829) - nhà thư tịch học, hậu duệ của một gia tộc chư hầu nhà Tokugawa đã dâng lên rất nhiều các tác phẩm, góp phần to lớn trong việc duy trì thư viện.
Tổng cộng có trên 100 nghìn văn kiện, văn thư, sách các loại được lưu trữ tại thư viện này, bao gồm nhiều văn bản có giá trị lịch sử rất quan trọng, ví dụ như hồ sơ về phả hệ gia tộc Tokugawa. Từ sau Minh Trị Duy Tân, thư viện được quản lý bởi văn khố Nội các Hoàng gia và ngày nay do Cục Lưu trữ Quốc gia Nhật Bản tiếp quản.

### Xuy Thượng Ngự Uyển
Xuy Thượng Ngự Uyển (吹上御苑; Fukiage Gyoen): là một khu vườn lớn nằm phía sau Tây Chi Hoàn, rộng từ 300 đến 400 nghìn mét vuông với nhiều cây xanh và một dòng sông nhân tạo chảy qua. Từ đời tướng quân thứ 5 - Tokugawa Tsunayoshi đã cho mở rộng khu vườn và sau đó, tướng quân đời thứ 6 là Tokugawa Ienobu lập ra một chức quan quản lý nơi này là Xuy Thượng Phụng Hành (吹上奉行; Fukiage Bugyō). Tới đời tướng quân thứ 8 - Tokugawa Yoshimune cho trồng rất nhiều cây thuốc vào Xuy Thượng Ngự Uyển, biến khu vườn từ nơi vãn cảnh của tướng quân thành nơi cung cấp dược liệu cho thành Giang Hộ.
Sau Minh Trị Duy Tân, từ năm 1869, Xuy Thượng Ngự Uyển trở về trạng thái ban đầu, là ngự uyển của hoàng gia. Năm 1961, Chiêu Hòa Thiên hoàng cho xây dựng cung điện riêng tại đây, Xuy Thượng Ngự Uyển bị cấm không cho dân chúng vào trong nữa.

## Những lần bị phá hủy
Việc Tokugawa Ieyasu đặt trị sở tại Edo đã biến vùng đất này từ một làng chài nghèo nhanh chóng trở thành trung tâm thương mại, chính trị của nước Nhật thời đó. Vùng Edo trở thành đô thị lớn hàng đầu thế giới vào thế kỷ 18 với khoảng hơn 1 triệu người. Dân cư đông đúc, nhà ở và thành trì lại được xây dựng chủ yếu bằng gỗ nên Edo thường xuyên xảy ra hỏa hoạn, đến mức dân gian Nhật Bản có câu "hỏa hoạn và đánh nhau là hoa của Edo" (火事と喧嘩は江戸の花; Kaji to kenka wa Edo no hana). Cộng thêm việc nằm trong vành đai núi lửa Thái Bình Dương, nơi đây cũng thường xuyên gặp thiên tai như động đất.
- Minh Lịch đại hỏa (明暦の大火; Meireki-no-daika): trận hỏa hoạn rất lớn xảy ra vào năm 1657, tức năm Minh Lịch thứ 3 (明暦三年; Meireki san-nen). Trận hỏa hoạn này phá hủy phần lớn thành Giang Hộ, bao gồm cả tháp Thiên Thủ. Sau khi cân nhắc kỹ lưỡng, Mạc phủ Tokugawa quyết định không xây dựng lại ngọn tháp này nữa để tiết kiệm chi phí.
- An Chính đại địa chấn (安政大地震; Ansei dai-jishin): trận động đất lớn năm 1855, tức năm An Chính thứ 2 (安政二年). Sự kiện này phá hủy nhiều tháp canh, cổng và các bức tường khúc luân của thành.
- Năm 1873, tức năm Minh Trị thứ 6 (明治六年; Meiji roku-nen), một trận hỏa hoạn khác thiêu rụi Tây Chi Hoàn, mà lúc này đang được triều đình sử dụng làm hoàng cung. Sau đó chỉ một phần Tây Chi Hoàn được xây dựng lại.
- Quan Đông đại chấn tai (関東大震災; Kantō dai-jinsai): những công trình còn lại trong thành bị tàn phá trong trận đại động đất vùng Kanto năm 1923, tức năm Đại Chính thứ 12 (大正十二年; Taishō jūni-nen). Hòa Điền Thương Môn (和田倉門; Wada kura-mon) - một cổng thành bị phá hủy hoàn toàn và nó không được xây dựng lại nữa. Một số cổng khác của thành được khôi phục và tháo dỡ pháo đài bên trên.
- Trận không kích của không quân Hoa Kỳ năm 1945, tức năm Chiêu Hòa thứ 20 (昭和二十年; Shōwa nijū-nen), đã phá hủy Đại Thủ Môn (大手門; Ōte-mon) - một cổng khác của thành. Cổng này được xây dựng lại vào năm 1967 (Chiêu Hòa thứ 42; 昭和四十二年; Shōwa yonjūni-nen).

Ngoài các sự kiện trên, nhiều cung điện bị hoàng gia tháo dỡ để xây dựng hoàng cung mới.